# Protorhoe corollaria
Protorhoe corollaria är en fjärilsart som beskrevs av Herrich-Schäffer 1847. Protorhoe corollaria ingår i släktet Protorhoe och familjen mätare. Inga underarter finns listade i Catalogue of Life.